# Du Bois (Nebraska)
Du Bois és una població dels Estats Units a l'estat de Nebraska. Segons el cens del 2000 tenia 166 habitants.

## Demografia
Segons el cens del 2000, Du Bois tenia 166 habitants, 76 habitatges, i 44 famílies. La densitat de població era de 139,3 habitants per km².
Dels 76 habitatges en un 21,1% hi vivien nens de menys de 18 anys, en un 50% hi vivien parelles casades, en un 5,3% dones solteres, i en un 42,1% no eren unitats familiars. En el 35,5% dels habitatges hi vivien persones soles el 22,4% de les quals corresponia a persones de 65 anys o més que vivien soles. El nombre mitjà de persones vivint en cada habitatge era de 2,18 i el nombre mitjà de persones que vivien en cada família era de 2,89.
Per edats la població es repartia de la següent manera: un 22,3% tenia menys de 18 anys, un 2,4% entre 18 i 24, un 24,1% entre 25 i 44, un 26,5% de 45 a 60 i un 24,7% 65 anys o més.
L'edat mediana era de 48 anys. Per cada 100 dones de 18 o més anys hi havia 98,5 homes.
La renda mediana per habitatge era de 26.250 $ i la renda mediana per família de 33.125 $. Els homes tenien una renda mediana de 23.000 $ mentre que les dones 14.375 $. La renda per capita de la població era de 10.335 $. Aproximadament el 6,1% de les famílies i l'11,3% de la població estaven per davall del llindar de pobresa.

## Poblacions més properes
El següent diagrama mostra les poblacions més properes.